# Benet Maimí i Pou
Benet Maimí i Pou (Arenys de Mar, 6 de maig de 1960) és un economista i polític català, diputat al Parlament de Catalunya en la VIII, IX i X legislatures.

## Biografia
Llicenciat en ciències econòmiques i empresarials per la Universitat de Barcelona, també és tècnic en empreses i activitats turístiques i ha fet cursos de màrqueting operacional i de màrqueting relacional. Ha treballat com a comercial a la Caixa d'Estalvis i Pensions de Barcelona (1978-1985), com a guia, delegat i coordinador a Julià Tours (1985-2000) i com a professor de màrqueting i economia a l'Escola de Turisme ETB (1990-1995). Ha estat director del Pla Turístic d'Aranjuez (1999-2001), director gerent de Turisme Juvenil de Catalunya (TUJUCA) (2001-2004) i professor de màrqueting i turisme a la EUM (UPF) (1995-2006).
Pertany a l'Ateneu Arenyenc, als Casal de Joventut Seràfica i a la Societat Coral l'Esperança. És membre del Club de Pesca Mar Esport, de la Penya Barça i del Club de Futbol d'Arenys de Mar. President comarcal d'Unió des del 2001, és conseller nacional d'Unió Democràtica de Catalunya (UDC). Ha estat regidor i quart tinent d'alcalde de l'Ajuntament d'Arenys de Mar (1995-1999), primer tinent d'alcalde i diputat a les eleccions al Parlament de Catalunya de 2006.